# Haring Harinxma

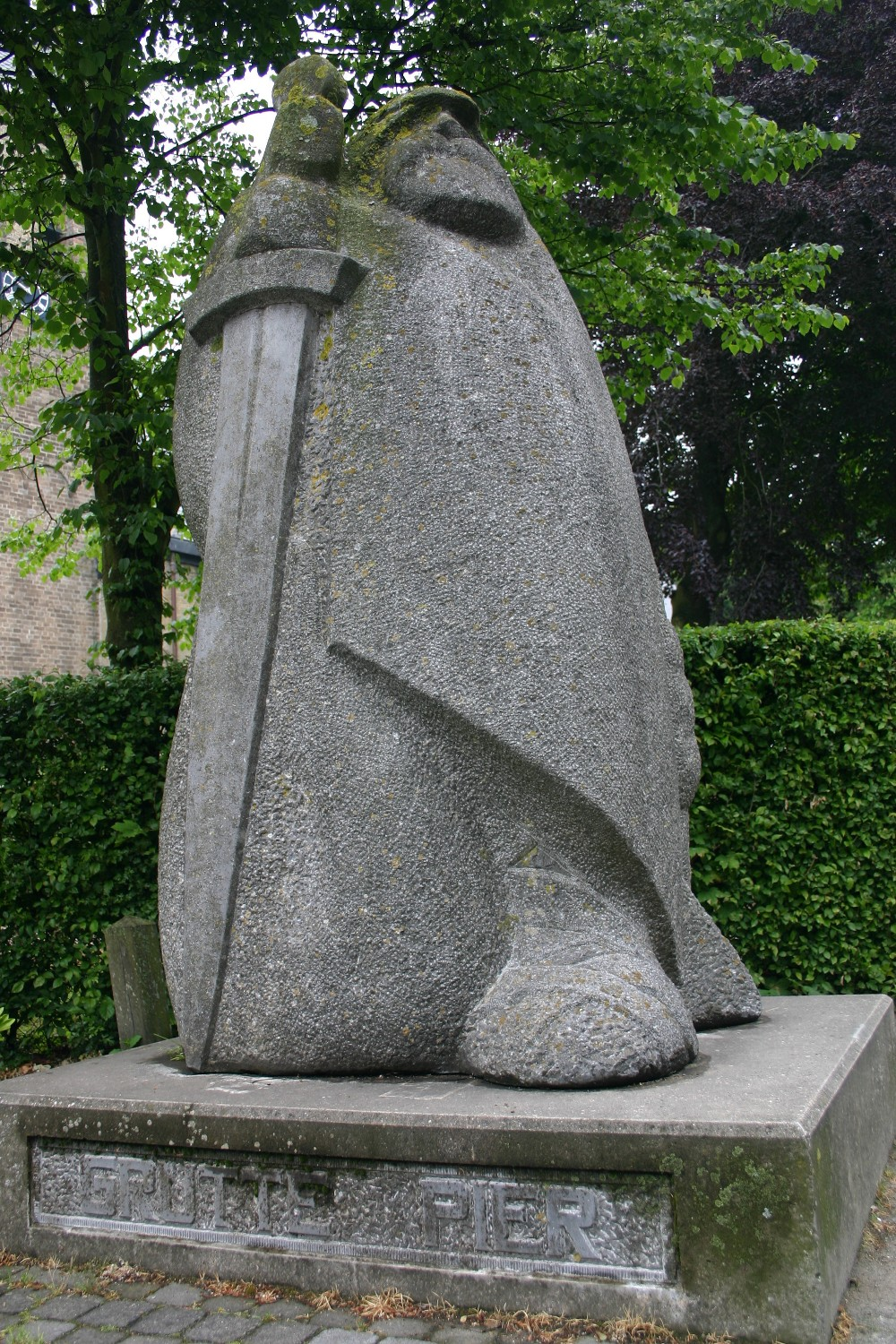
Estátua de Pier Gerlofs Donia, herói folclórico da Frísia e o mais conhecido descendente de Harinxma.

Haring Harinxma (1323 – 1404) foi um poderoso chefe e Schieringer frísio e que viveu durante o século XIII e início do século XIV. Haring também usou o sobrenome Donia, e é considerado o patriarca dessa família. Outro título usado por Haring foi thoe Heeg, que significa "de Heeg", cidade onde ele nasceu e cresceu.
Os Schieringers elegeram-no Podestà de Westergo (no sudoeste da Frísia, atual Wymbritseradiel), junto com Sjoerd Wiarda van Gotum, de Oostergo (região leste da Frísia) na luta contra o conde da Holanda, em 1399. A indicação dos podestàs, alinhada com a dos Schieringers, levou a uma renovada guerra civil entre Vetkopers e Schieringers.
Dezessete Landsheeren (senhores soberanos) ou podestàs serviram à Frísia, de Magnus Forteman em 809 até Juw Dekama van Baard, o último, em 1494.
O faccionalismo sangrento entre Schieringers e Vetkopers acabou por fazer com que Maximiliano I, Sacro Imperador Romano-Germânico, instaurasse Alberto, duque de Saxe (1443 - 1500) como governador hereditário da Frísia em 1498.
O historiador e monge Petrus Thaborita escreveu, no ano de 1500, sobre um houeling (comandante) chamado "Haghe Haringfma". Um famoso descendente de Harinxma foi o guerreiro e pirata rebelde frísio Pier Gerlofs Donia, que combateu pela liberdade do seu país.